# Peter Wolfe
Peter William Wolfe, också känd som Wolfman, född 1968 i Maidstone, Kent, är en musiker från London. Peter Wolfe har spelat i banden Wolfman och Side-Effects. Han har umgåtts med musikern Pete Doherty. Wolf har uppträtt tillsammans med Dohertys band, Babyshambles och - tidigare - The Libertines. 

## Liv och karriär
Wolfes mor lämnade honom när han vara fyra år. Texten till sången "Wolfman" pekar på att hon var drogberoende. Fadern var snickare. Wolfman lämnade skolan med dåliga betyg och utbildade sig till rörmokare. Vid 18 års ålder flyttade han till London, och delade en kort tid lägenhet med Shane MacGowan. I början av 90-talet flyttade Wolfe till Blackstock Road med sikte på en karriär som musiker. Wolfe ansågs "obevekligt misslyckad". I slutet av 90-talet bodde Wolfe i New York och Paris. I Frankrike publicerade han en diktsamling. Han flyttade därefter till London, och gick där genom skilsmässa. En tid av drickande följde samt ett försök att begå självmord. 
2001 träffades Wolfman och Pete Doherty i Islington. 2004 spelade de in "For Lovers". Singeln, som var Wolfes största framgång i karriären, nådde sjunde plats i Englandslistan. Singeln nominerades till Ivor Novello Awards och gav Wolfe mediauppmärksamhet, vilket ledde till en större fanbas.

## Diskografi
Singlar
- "For Lovers" (2004) #7 UK
- "Napoleon" (2004) #44 UK
- "Ice Cream Guerilla" (2005) #60 UK